# 安足
安足（あんそく）は、栃木県西南部に位置していた足利・安蘇両郡の総称。現在の足利・佐野両市の総称でもある。

## 概要
以下の町村を含む。自治体名は1920年（大正9年）当時のものである。現在足利郡と安蘇郡は市町村合併に伴い、ともに消滅している。足利郡は菱村と吾妻村を除いたほぼ全域が足利市となり、安蘇郡は飛駒村の一部を除いたほぼ全域が佐野市となった。足利郡吾妻村は佐野市へ編入された。菱村の全域と飛駒村の一部は、群馬県桐生市へ編入されたため、安足地域に含まない場合がある。
| - 足利郡 - 足利町 - 毛野村 - 山辺村 - 三重村 - 山前村 - 北郷村 - 富田村 - 吾妻村 - 御厨村 - 梁田村 - 久野村 - 筑波村 - 小俣村 - 葉鹿村 - 三和村 - 菱村 | - 安蘇郡 - 佐野町 - 植野村 - 界村 - 犬伏町 - 堀米町 - 旗川村 - 赤見町 - 新合村 - 飛駒村 - 田沼町 - 三好村 - 野上村 - 葛生町 - 常盤村 - 氷室村 |

## 地理
関東平野の北縁に位置する。渡良瀬川流域の平坦な地域と足利山地を背にした中山間地域に分けられる。
- 山岳：氷室山、根本山、熊鷹山、十二山、野峰、金原山、大岩山
- 河川：渡良瀬川、秋山川、矢場川、旗川、出流川、彦馬川、新袋川、松田川、小俣川、桐生川
- 瀑布：猿岩の滝、五丈の滝
- 湖沼：弁天池、松田湖

## 交通

### 鉄道
- 東日本旅客鉄道（JR東日本）
  - ■両毛線：佐野駅 - 富田駅 - 足利駅 - 山前駅 - 小俣駅
- 東武鉄道
  - ■伊勢崎線：県駅 - 福居駅 - 東武和泉駅 - 足利市駅 - 野州山辺駅
  - ■佐野線：田島駅 - 佐野市駅 - 佐野駅 - 堀米駅 - 吉水駅 - 田沼駅 - 多田駅 - 葛生駅

### 道路
- 高速道路
  - 東北自動車道：佐野藤岡IC
  - 北関東自動車道：佐野田沼IC

- 国道
  - 国道50号
  - 国道293号
  - 国道407号

- 県道
  - 栃木県道5号足利太田線
  - 栃木県道7号佐野行田線
  - 栃木県道8号足利館林線
  - 栃木県道9号佐野古河線
  - 栃木県道16号佐野田沼線
  - 栃木県道38号足利千代田線
  - 栃木県道39号足利伊勢崎線
  - 栃木県道40号足利環状線
  - 栃木県道66号桐生田沼線
  - 栃木県道67号桐生岩舟線
  - 栃木県道75号栃木佐野線
  - 栃木県道128号太田佐野線
  - 栃木県道223号寺岡館林線
  - 栃木県道227号坂西桐生線